# Салби (водохранилище)
Салби (англ. Sulby) — водохранилище на острове Мэн, крупнейший внутренний водоём острова. Расположено на реке Салби. Площадь водной поверхности водохранилища — 0,616 км² (154 акра), глубина — до 60 м (200 футов), объём воды — 0,0045 км³ (1000000000 галлонов).

## История
Искусственные водохранилища стали создаваться на острове Мэн ещё в XIX веке. Необходимость создания водохранилищ объяснялась развитием туризма, а следовательно и ростом потребности в питьевой воде, особенно в летний период. До 1948 года водохранилища острова эксплуатировались девятью разными муниципальными и коммерческими компаниями. В 1948 году был создан Водный совет Острова Мэн (Isle of Man Water Board), таким образом эксплуатация почти всех водных ресурсов острова была объединена в одной организации. Единственной компанией, не вошедшей в состав Водного совета, был водный департамент Дугласской корпорации.
В 1976 году было принято решение о создании водохранилища в долине реки Салби. Предварительный проект был представлен на рассмотрение в 1977 году, к 1979 году проект был утверждён и в том же году началось строительство дамбы. Дамба строилась в два этапа: сначала до высоты в 35 метров, затем — до высоты 60 метров. Строительство дамбы было завершено к августу 1982 года, водохранилище было заполнено до проектной отметки в апреле 1983 года.